# Гольденберг, Лев Моисеевич
Лев Моисе́евич Гольденбе́рг (11 мая 1921, Лети́чев — 13 апреля 2002, Санкт-Петербург) — советский и российский ученый в области импульсной и цифровой техники, цифровой обработки сигналов, доктор технических наук (1969), профессор Санкт-Петербургского государственного университета телекоммуникаций имени профессора М. А. Бонч-Бруевича (ЛЭИС), Заслуженный деятель науки РФ (1996).

## Биография
Участник Великой Отечественной войны — добровольцем пошёл на фронт. Закончил войну майором, командиром батальона связи. За проявленное мужество в годы войны был награждён орденами Красной Звезды, Богдана Хмельницкого III степени, Отечественной войны II степени (дважды), медалью «За победу над Германией».
В 1951 г. окончил адъюнктуру Военной академии связи им. С. М. Буденного, защитил кандидатскую диссертацию, вел научную и преподавательскую работу. С 1957 г. , выйдя в запас, работал доцентом кафедры теоретической радиотехники Ленинградского электротехнического института связи им. проф. М. А. Бонч-Бруевича (ЛЭИС). В 50-х годах, независимо от американских специалистов, начал заниматься цифровой обработкой сигналов (англ. Digital signal processing — DSP). В 1967 г. организовал в ЛЭИС кафедру импульсной и вычислительной техники — одну из первых в СССР и возглавлял её с 1968 по 1991 год. В 1969 г. защитил докторскую диссертацию, создал свою школу цифровой обработки сигналов, написал и издал 12 монографий, учебников и учебным пособий. С начала 90-х годов руководил кафедрой цифровой обработки сигналов.
Жена — Сакмара Георгиевна Ильенко — советский и российский лингвист, член-корреспондент АПН СССР (1968), профессор кафедры русского языка филологического факультета ГБОУ ВО «Российского государственного педагогического университета имени А. И. Герцена».
Похоронен на кладбище Санкт-Петербургского крематория.

## Избранные труды
- Гольденберг Л. М. Основы импульсной техники. — М.: Связьиздат, 1963. — 400 с.
- Гольденберг Л. М. Теория и расчет импульсных устройств на полупроводниковых приборах. — М.: Связьиздат, 1969. — 755 с.
- Гольденберг Л. М. Вопросы анализа и синтеза импульсных устройств по критериям точности и надежности : диссертация  на соискание ученой степени доктора технических наук. — Ленинград, 1969. — 363 с.
- Гольденберг Л. М. Импульсные и цифровые устройства: Учебник для электротехн. ин-тов связи. — М.: Связьиздат, 1973. — 495 с.
- Гольденберг Л. М. Импульсные устройства: Учебник для радиотехн. спец. вузов. — М.: Радио и связь, 1981. — 222 с.
- Гольденберг Л. М, Матюшкин Б. Д.,  Поляк М. Н. Цифровая обработка сигналов : Справочник. — М.: Радио и связь, 1985. — 312 с.
- Гольденберг Л. М,  Матюшкин Б. Д., Поляк М. Н. Цифровая обработка сигналов : Учеб. пособие для ин-тов связи спец. 2307, 2306, 2305. — М.: Радио и связь, 1990. — 256 с.
- Изобретения. Банк патентов РФ.